# Émile Delahaye
Émile Delahaye (16. října 1843 – 1. června 1905) byl francouzský průkopník automobilismu, zakladatel firmy Delahaye.
Émile Delahaye se narodil v Tours v départementu Indre-et-Loire, v údolí řeky Loiry. Studoval strojírenství na obchodní škole v Angers, na té samé škole, kde později studoval další automobilový průkopník Louis Delâge. Delahaye pracoval nějakou dobu v Belgii poté se vrátil do Tours, kde se v roce 1873 oženil. V roce 1879 převzal místní firmu (založenou v roce 1845) vyrábějící zařízení pro cihlářské pece a další příslušenství a také stacionární motory a železniční vagony. Fascinován prvními automobily, začal experimentovat s parními a spalovacími motory. V roce 1894 představil na první pařížské „Motor Show“ svůj první automobil, inspirovaný vozítkem Karla Benze.
Aby svým vozům zajistil větší publicitu, Delahaye v roce 1896 osobně řídil jeden ze svých automobilů v závodě Paříž-Marseille-Paříž; dojel na sedmém místě, druhý vůz desátý. Později byl v důsledku zdravotních problémů a vysokých výdajů nucen spojit se s dvěma průmyslníky z Paříže. Těmi byli švagři Leon Desmarais a Georges Morane. V roce 1900 Delahaye firmu opustil, noví vlastníci přesunuli výrobu z Tours do Paříže a nová továrna firmy pod názvem Société des Automobiles Delahaye se dál věnovala výrobě osobních a nákladních automobilů a také autobusů. V roce 1901 přinutilo zhoršení zdravotního stavu Delahaye k přesídlení na riviéru, kde o čtyři roky později zemřel.
Firma, kterou Delahaye založil, přežila až do roku 1954.